# Cerkiew Świętych Kosmy i Damiana w Bartnem (greckokatolicka)
Cerkiew Świętych Kosmy i Damiana w Bartnem – dawna cerkiew greckokatolicka, wzniesiona w 1842 we wsi Bartne.
Po 1947 świątynia nieczynna kultowo, a po remoncie w latach 1968–70 pełni funkcję muzealną.
Cerkiew wraz z ogrodzeniem z bramkami, przycerkiewnym cmentarzem i spichrzem wpisano na listę zabytków w 1997 i włączono do małopolskiego Szlaku Architektury Drewnianej. 

## Historia obiektu
Cerkiew wzniesiono w 1842 jak pokazuje data wyryta nad wejściem do babińca. Dolne partie wieży mogą pochodzić z XVIII wieku. W 1947 po wysiedleniu ludności łemkowskiej cerkiew nie była użytkowana i częściowo została zniszczona. Gruntowne prace konserwatorskie przeprowadzone w latach 1968–-70 przywróciły jej pierwotny wygląd. Powrócono między innymi do gontowego pokrycia dachów. W 1970 przeznaczono świątynię na obiekt muzealny. Obecnie jest filią Muzeum Dwory Karwacjanów i Gładyszów w Gorlicach.

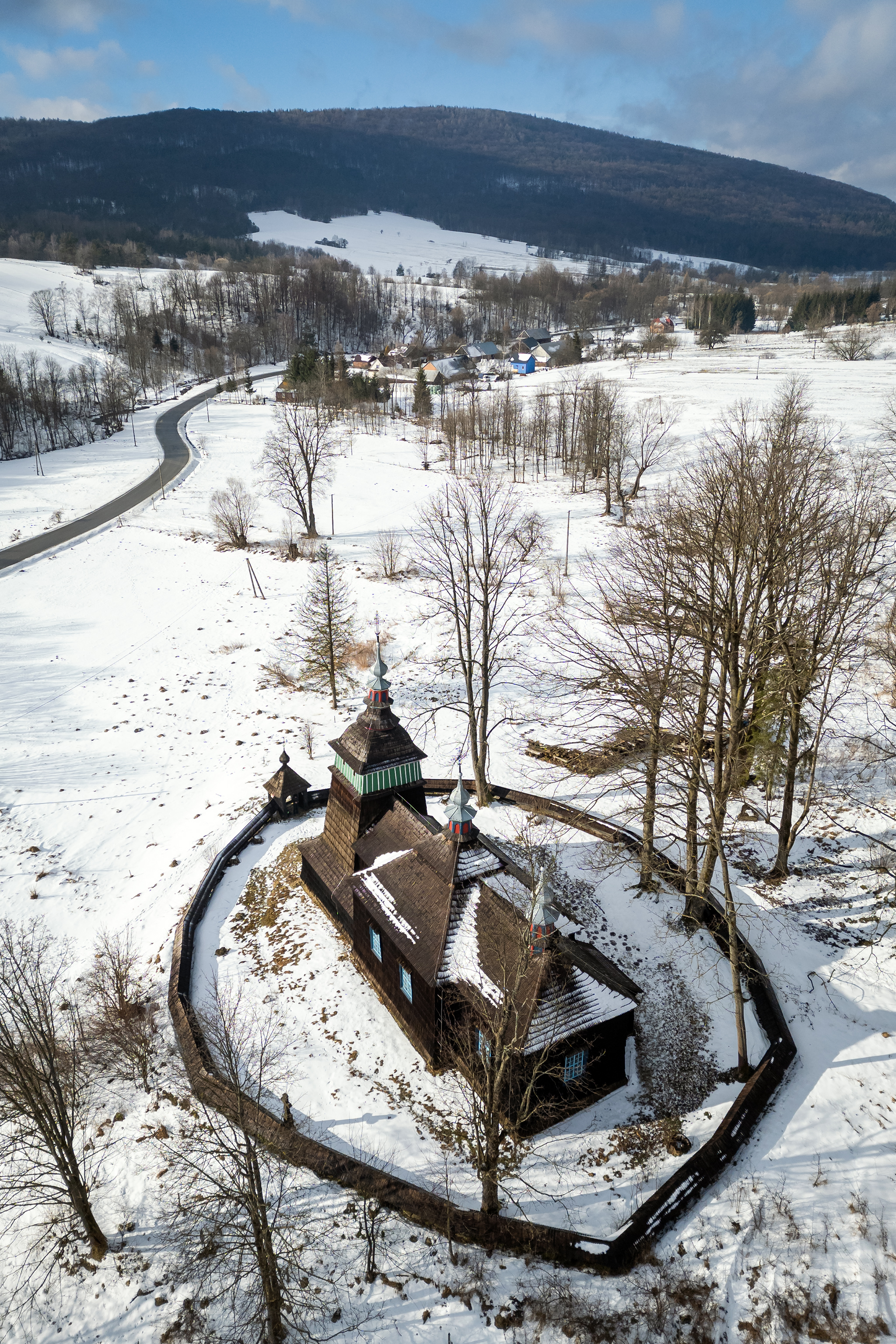
Widok z lotu ptaka
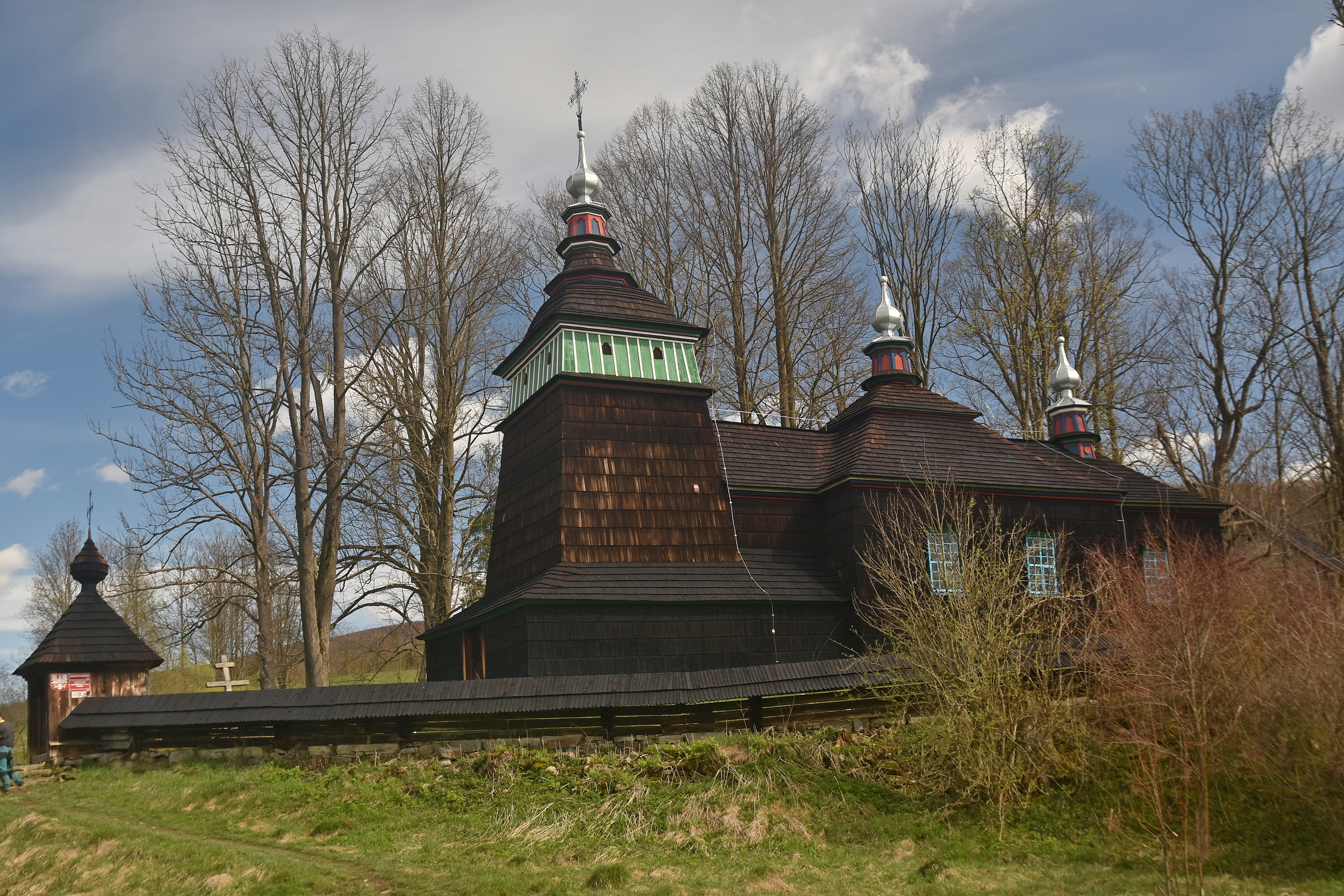
Widok od strony południowej
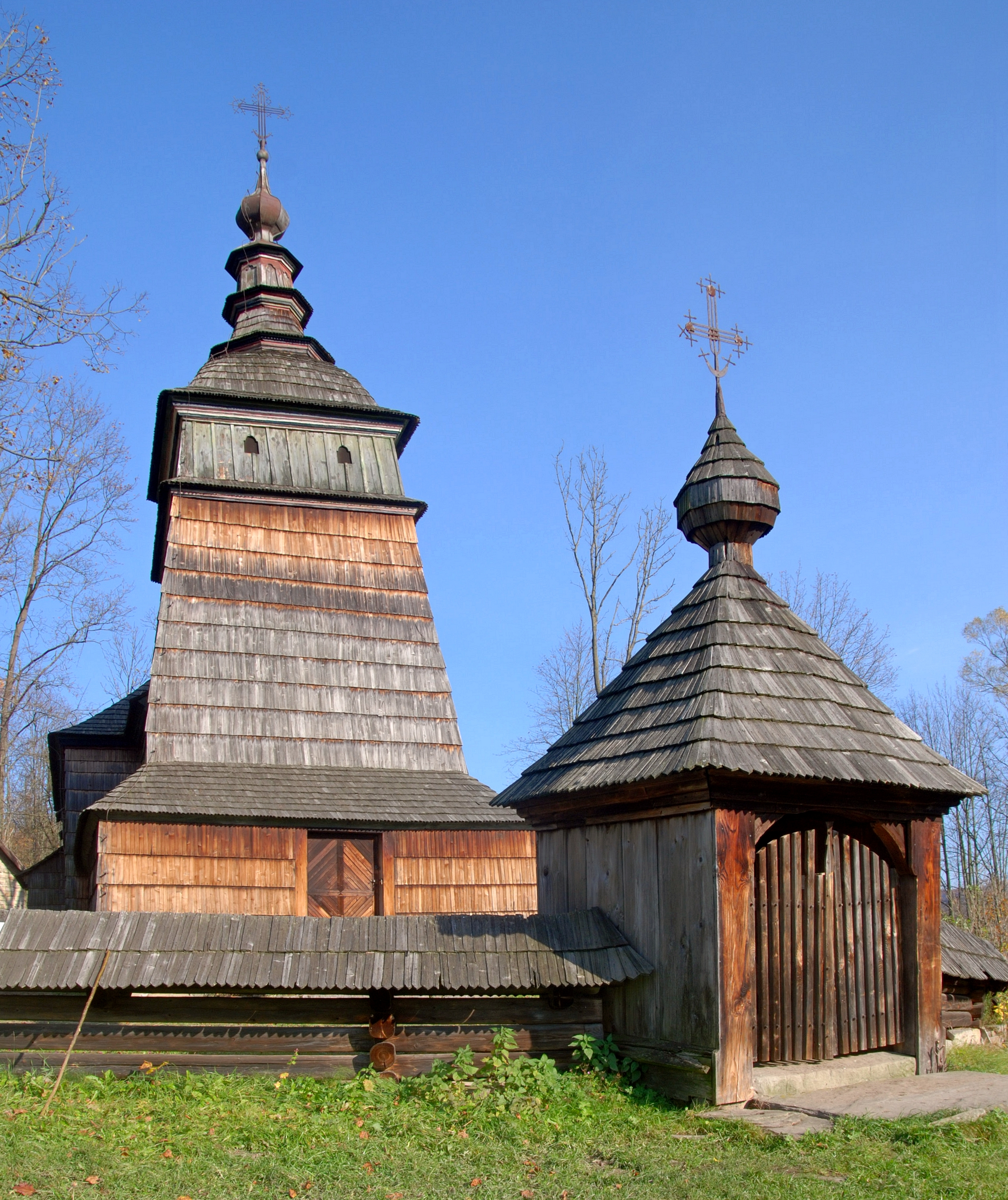
Wejście
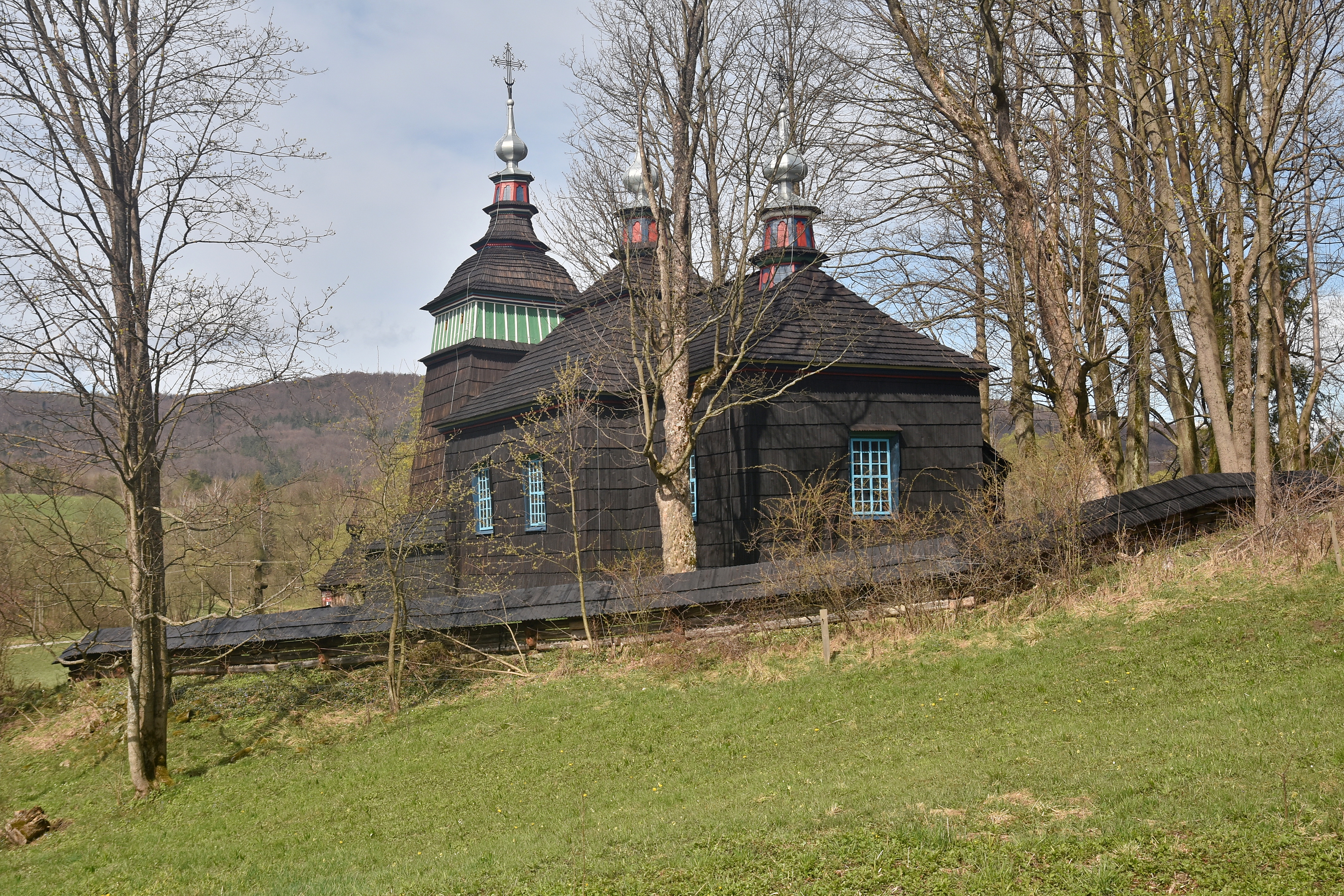
Elewacja boczna

## Architektura i wyposażenie
Cerkiew zbudowano w konstrukcji zrębowej, orientowana, trójdzielna o pomieszczeniach na rzucie kwadratu. Prezbiterium zamknięte prostokątnie z zakrystią od północy, szersza nawa i babiniec znajdujący się częściowo pod wieżą. Nad nawą dach namiotowy łamany, nad sanktuarium trójspadowy. Wieża konstrukcji słupowo-ramowej, o pochyłych ścianach, z pozorną izbicą zwieńczona kopulastym hełmem z pozorną latarnią. Podobne zwieńczenia wieżyczek nad nawą i prezbiterium. Wieżę otacza zachata. Dachy i ściany kryte gontem. 
Wnętrze nakrywają stropy płaskie ozdobione polichromią ornamentalną, w nawie z fasetą. Chór muzyczny ma formę galeryjki w kształcie litery C nadwieszonej na rysiach. Wyposażenie jest niekompletne. Najcenniejszym jego elementem jest późnobarokowy ikonostas z XVIII wieku z ikonami namiestnymi znacznie starszymi niż sam ikonostas, bo datowanymi na XVI wiek. Znajdujący się w nawie ołtarz boczny z ikoną Ukrzyżowania pochodzi z roku 1797. W babińcu umieszczono odrzwia z malowanymi wizerunkami Piotra i Pawła z nieistniejącej cerkwi w Nieznajowej z 1780.

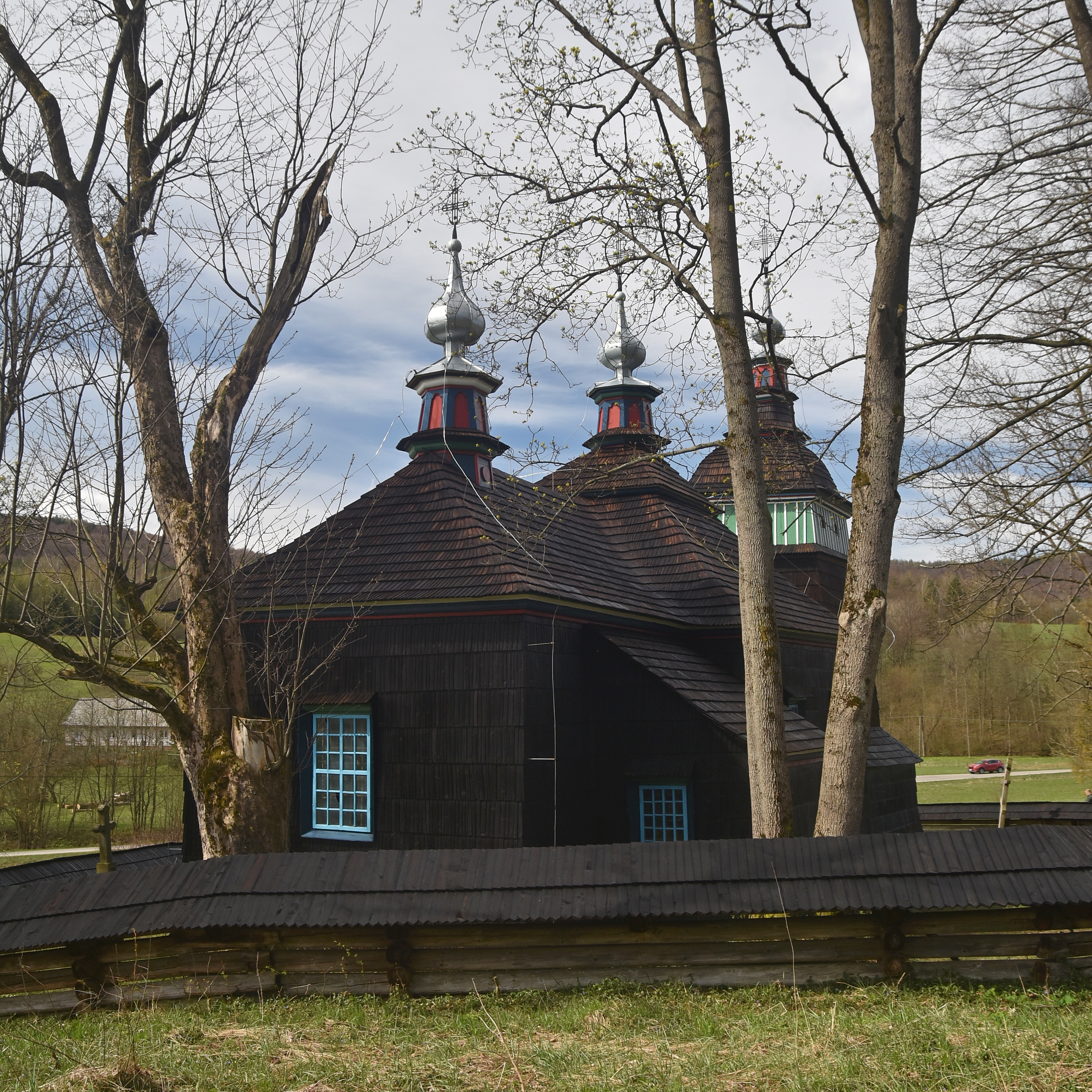
Widok od strony prezbiterium
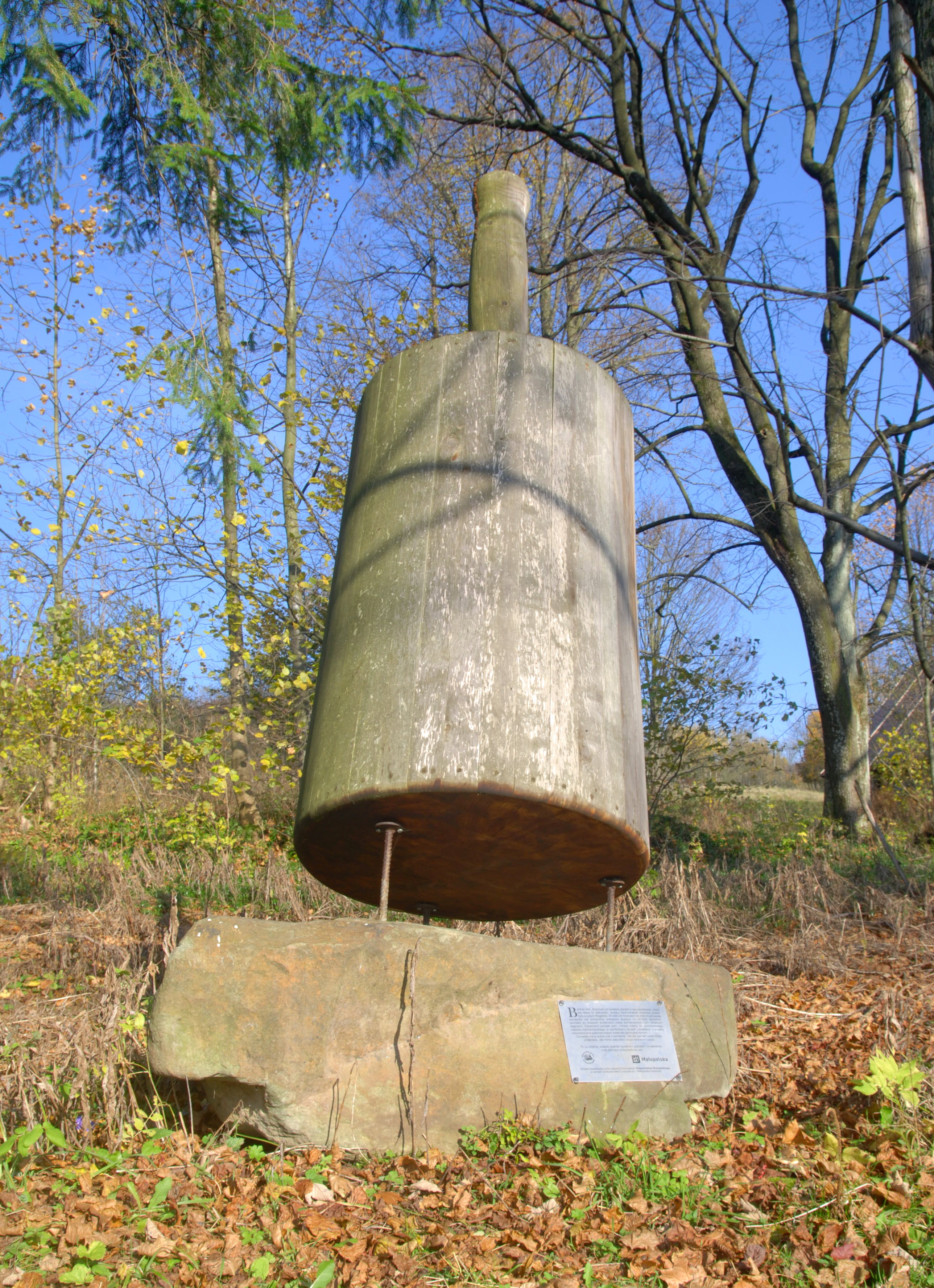
Otoczenie: pobijak do obróbki kamienia
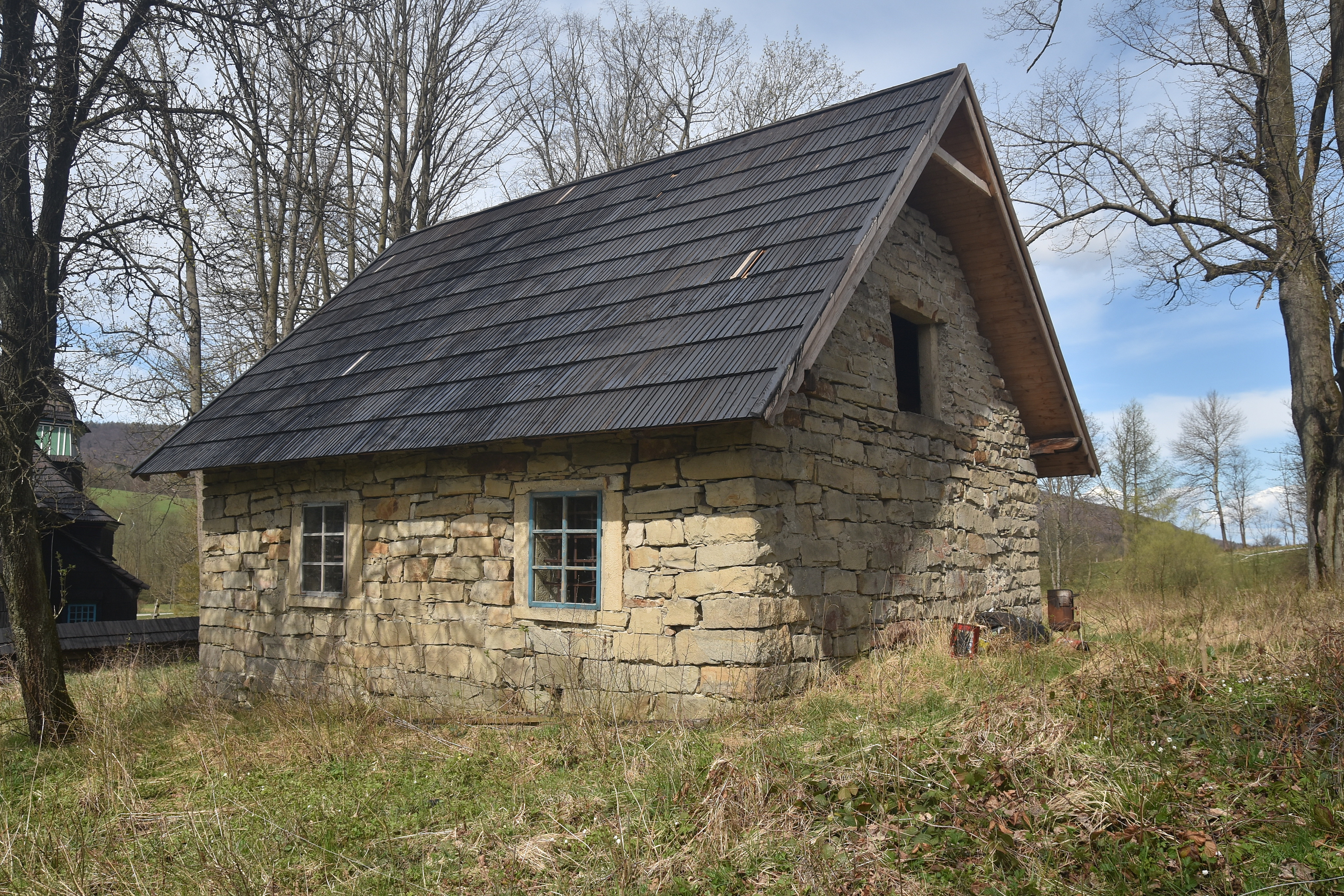
Otoczenie: spichrz

## Otoczenie świątyni
Cerkiew otacza drewniane ogrodzenie z bali z daszkiem gontowym i bramką zrekonstruowane na miejscu kamiennego murku z XIX wieku. Na północ od świątyni znajduje się spichrz kamienny plebański z pierwszej połowy XIX wieku z ekspozycją historii kamieniarstwa, a na zachód drewniany pobijak używany do obróbki kamienia. Dalej położony jest łemkowski cmentarz przycerkiewny z kamiennymi nagrobkami wykonanymi przez miejscowych kamieniarzy.